# Elaphoglossum guentheri
Elaphoglossum guentheri är en träjonväxtart som beskrevs av Eduard Rosenstock. Elaphoglossum guentheri ingår i släktet Elaphoglossum och familjen Dryopteridaceae. Inga underarter finns listade.